# Urbanos (Segovia)
Urbanos es una localidad perteneciente al municipio de Santiuste de Pedraza, en la provincia de Segovia, comunidad autónoma de Castilla y León, España. En 2023 contaba con 7 habitantes.

## Geografía

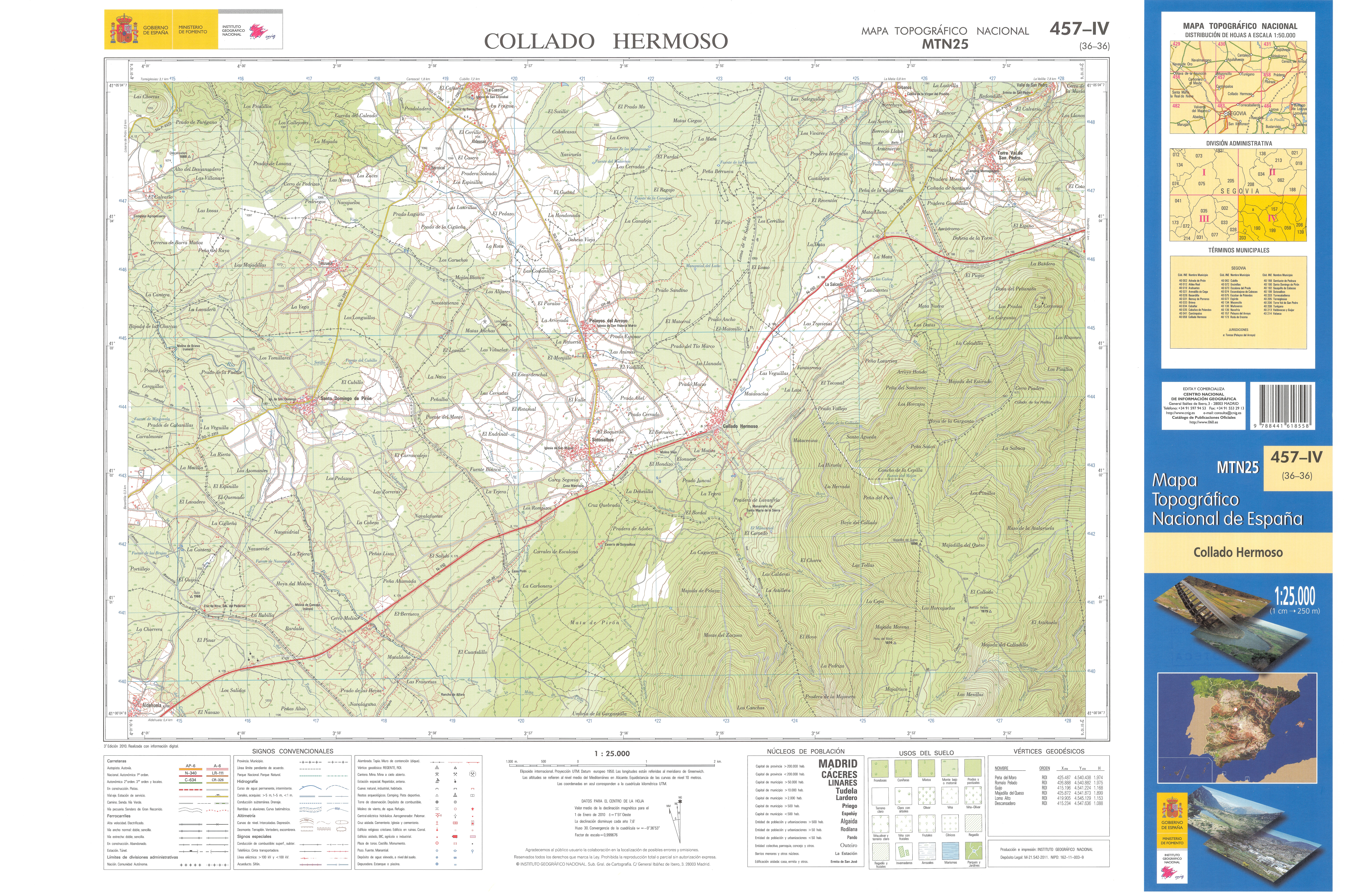
Fragmento de la hoja 457 del Mapa Topográfico Nacional de España de 2010 en el que se representa parte de Urbanos

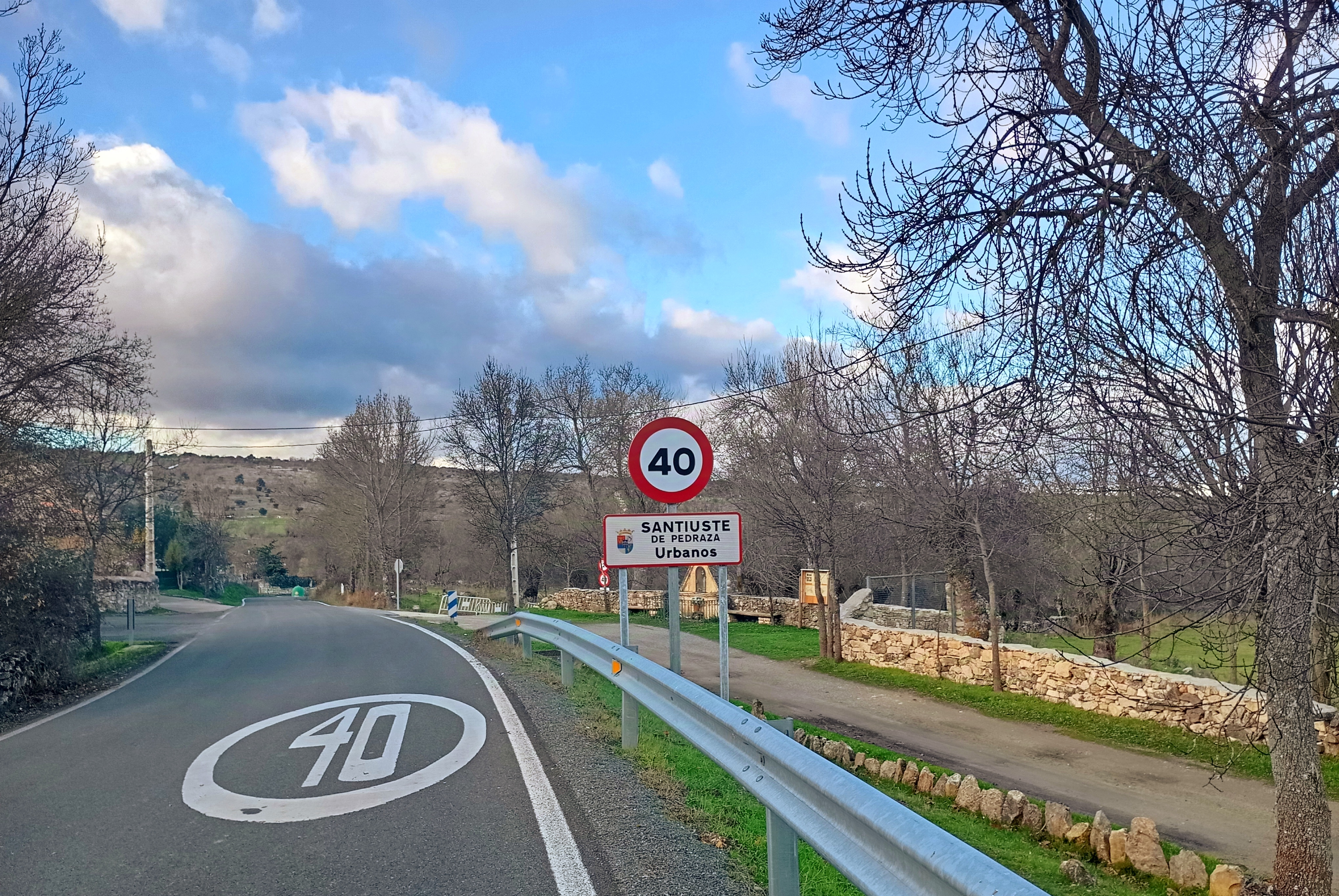
Entrada a la zona urbanizada de Urbanos desde el sureste

Integrada en la Comunidad de Villa y Tierra de Pedraza, se sitúa a 23 km de la capital segoviana. La localidad está atravesada por la carretera SG-P-2315, que permite la comunicación con La Mata (a 1 km), donde se sitúa el ayuntamiento y con la N-110, pasando por Chávida (a 0,3 km) y después de incorporarse a la SG-P-2322.
Situada al pie de los Montes Carpetanos, pertenecientes a la Sierra de Guadarrama la localidad se encuentra en la ribera derecha del río Sordillo, junto a este río que es afluente del Cega.
| Noroeste: La Mata, El Cubillo           | Norte: La Mata | Noreste: La Mata, Valle de San Pedro             |
| Oeste: La Cuesta                        |                | Este: Valle de San Pedro, Torre Val de San Pedro |
| Suroeste: La Cuesta, Pelayos del Arroyo | Sur: Chavida   | Sureste: Chavida                                 |

## Historia
Urbanos, o en ocasiones mencionada como Chávida de Abajo, fue fundada o repoblada durante la Reconquista a expensas de la Comunidad de Villa y Tierra de Pedraza, a la que pertenece desde entonces.
Siempre perteneció al municipio actual, que antiguamente se denominaba el Concejo de las Vegas y tenía su capital en el despoblado de Santiuste, sito junto a la Iglesia románica de los santos Justo y Pastor (san Yuste = san Justo).
A partir de los años 60 sufrió un declive poblacional debido al éxodo rural que tuvo lugar en todo el entorno que culminó en el despoblamiento total de la localidad y no fue hasta 2005 cuando volvió a aparecer en el Instituto Nacional de Estadística con tres hombres censados.

## Demografía

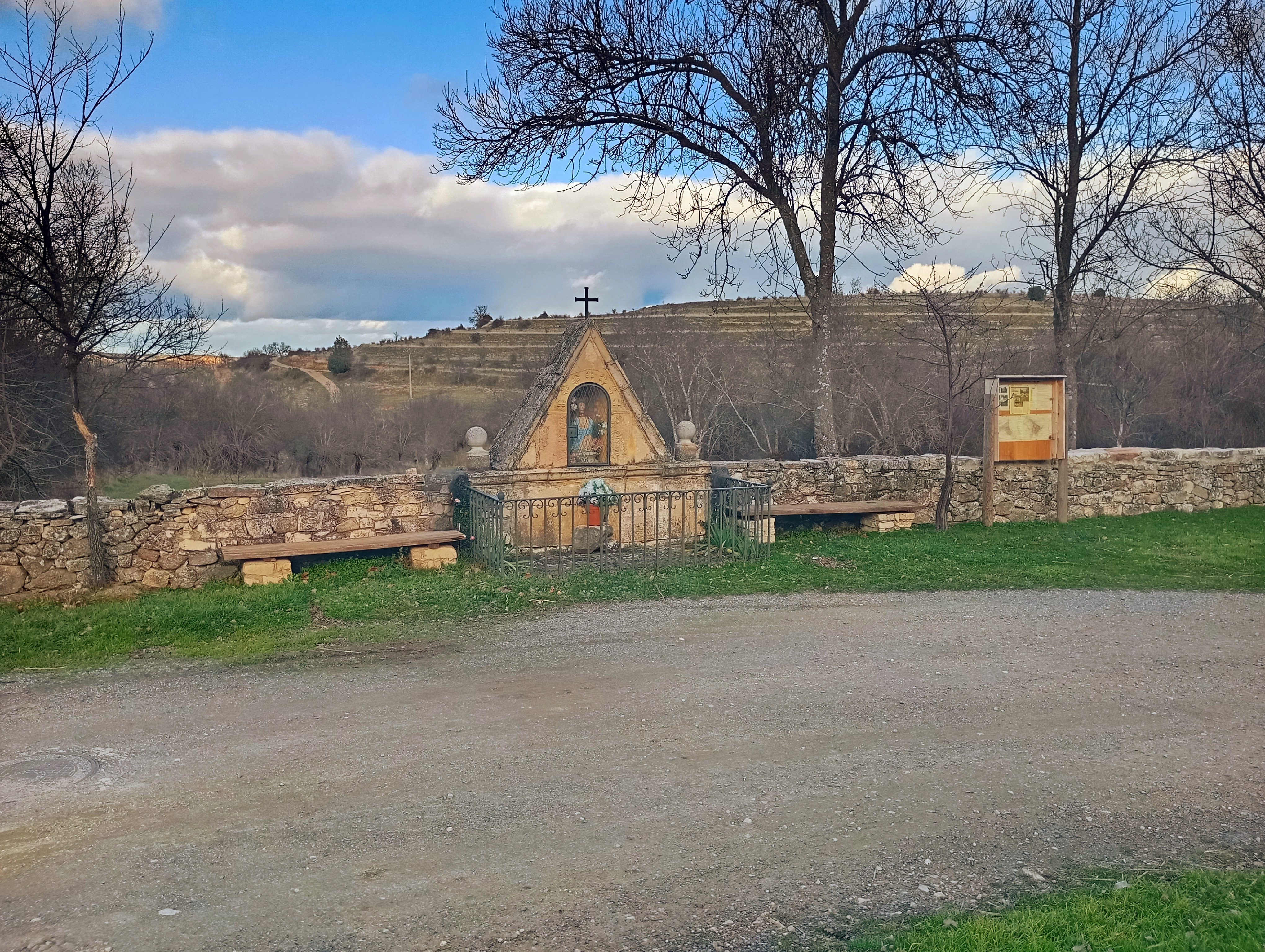
Monumento de la Virgen del Pradillo y su entorno

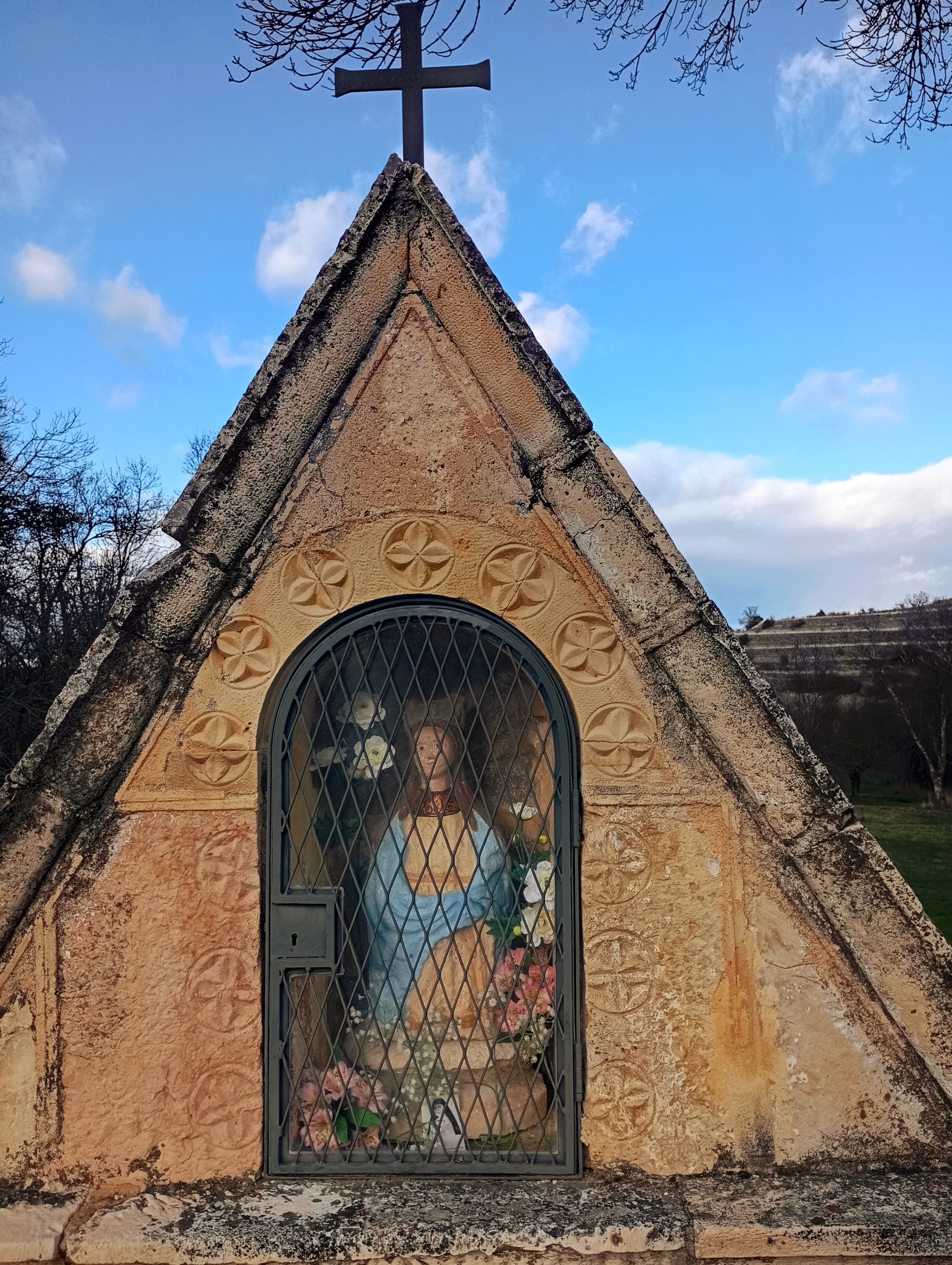
Imagen tallada en piedra con un policromado de la Virgen del Pradillo

| 0             | 0 | 0 | 2 | 3 | 3 | 3 | 5 | 5 | 7 | 8 |
| (Fuente: INE) |   |   |   |   |   |   |   |   |   |   |

## Cultura

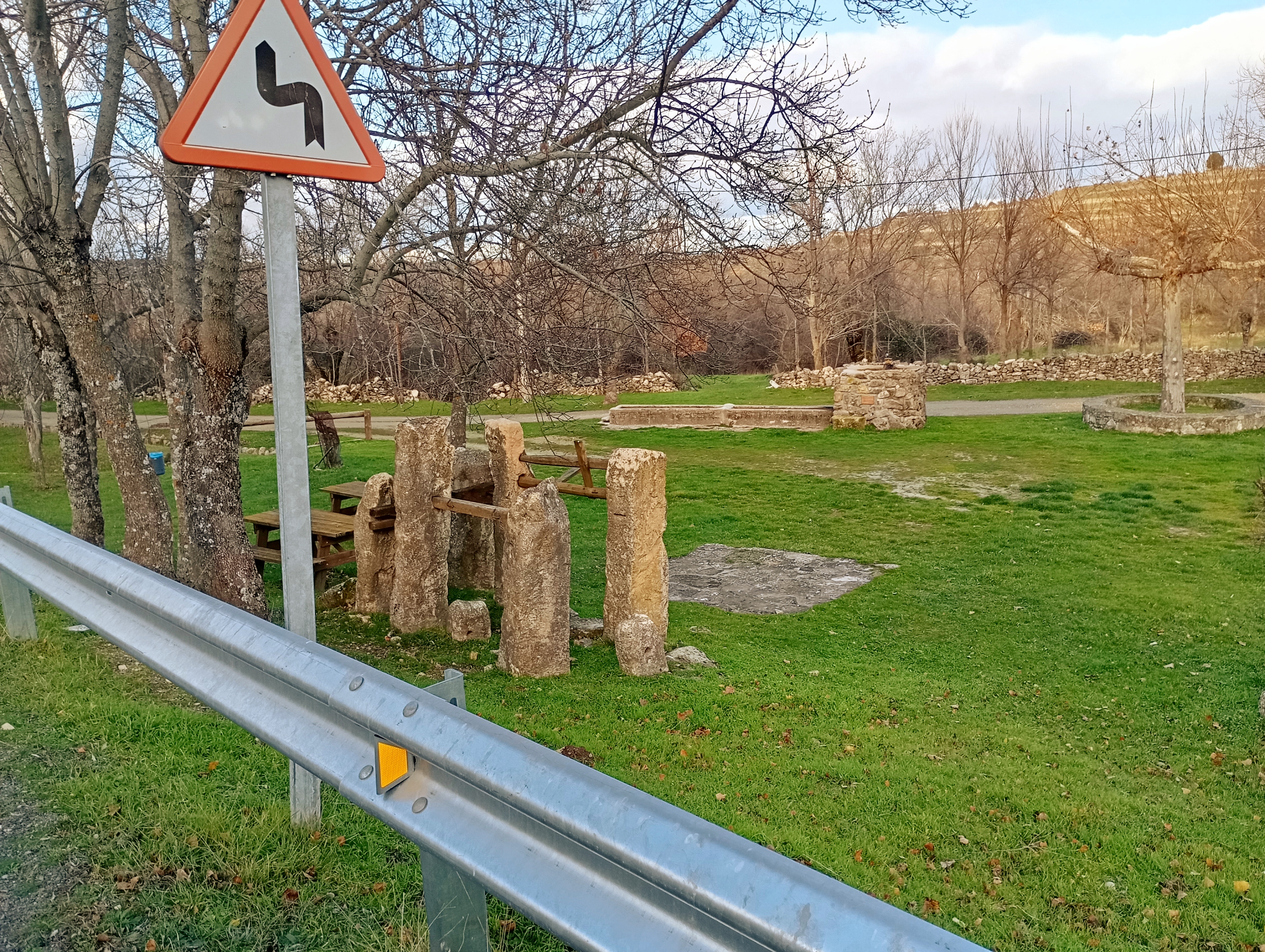
Potro de herrar y pilón al fondo, situados a mitad de camino de Chávida

### Patrimonio
- Monumento de la Virgen del Pradillo. Humilladero compuesto por una hornacina enmarcada por un frontón que tiene forma de arco de medio punto de nueva factura con las dovelas decoradas con estrellas de cuatro puntas dentro de círculos, elementos románicos de una construcción anterior. Cuenta con una imagen tallada en piedra, la cual años atrás estuvo policromada.

- Potro de herrar y pilón con un salto de agua compartidos con Chávida.
- Fuentes de Sorreoyo y de bóveda;

- Río Sordillo, sito a escasos metros de las calles en un entorno de valor medioambiental;
- El Praillo, entre Urbanos y Chávida. Es una explanada donde se encuentra un abrevadero de ganado y las ruinas de la Casa Concejo.[5][7][9][10]

### Fiestas
- Santa Isabel, el 2 de julio.[11][12]